# Abdelaziz Izzou
Abdelaziz Izzou, né le 11 février 1963 à Fès, est l'ancien directeur de la sécurité des palais royaux du Maroc.
Il a été destitué de son poste par le roi Mohammed VI à la suite d'une affaire de trafic de drogue à laquelle fut aussi mêlé le commandant de la gendarmerie locale, Youssef Lahlimi Alami, durant l'été 2006,.
Il fut auparavant le préfet de police de la ville de Tanger entre 1996 et 2003.